# Frostetola
Frostetola es un género de lepidópteros de la familia  Castniidae. Fue descrito por Oiticica en 1955, solo contiene la especie: Frostetola gramivora. Se encuentra en Brasil.